# 7771 Тварен
7771 Тварен (7771 Tvären) — астероїд головного поясу, відкритий 2 березня 1992 року.
Тіссеранів параметр щодо Юпітера — 3,383.